# 方伯謙
方伯謙（ほう はくけん、1854年1月14日- 1894年9月24日）は、清朝末期の軍人である。字は益堂。
北洋艦隊の高級将校であり、日清戦争で防護巡洋艦「済遠」の艦長を務めたが、黄海海戦の後に敵前逃亡罪によって処刑された。

## 生涯
4人兄弟の長男で、父親は私塾の教師をしていた。
1867年、15歳で福建船政学堂に入学し、航海術を学んだ。卒業後の1871年、劉歩蟾、林泰曽、林永昇、葉祖珪と共に練習艦「建威」に乗って中国近代海軍史上初の航海に出た。航海の目的地は、天津およびシンガポールとペナン島であった。
1877年、清国政府は方伯謙らをヨーロッパに留学させた。方伯謙は、厳宗光（後に厳復に改名）、薩鎮氷、葉祖珪、劉歩蟾らとともに、イギリスの王立海軍大学に派遣され、1877年10月に入学して高度な航海術を学び、1880年5月に帰国した。
その間、1878年にはナサニエル・ボーデン＝スミス艦長指揮下のバッカンテ級コルベット「ユーライアラス」に乗り込んでインド洋に向かい、1879年8月4日からは、リチャード・エドワード・トレーシー艦長指揮下のエクリプス級スループ「スパルタン」に乗り込み、世界の海での航海を経験した。
帰国後は、砲艦「鎮西」「鎮北」や練習艦「威遠」の艦長を務めた。1885年、北洋海軍中軍左営の副将に昇進し、「済遠」の艦長となった。1892年には副将の任期が満了した。日清戦争勃発前、方伯謙は李鴻章に手紙を送り、巡洋艦の配備を早め、装備を充実させるべきだと建議した。
1894年、朝鮮で反乱が起き、清朝は反乱を鎮めるために軍隊を派遣した。丁汝昌は「済遠」艦長の方伯謙とともに、「愛仁」「飛鯨」などの輸送船を護衛して牙山に向かった。7月25日午前4時、輸送船が全ての人馬、兵器を上陸させた後、「済遠」が戻ってきた。午前7時、「済遠」と「広乙」は朝鮮半島西岸の豊島沖で日本海軍の「吉野」「秋津洲」「浪速」の3隻に遭遇。砲撃戦となり豊島沖海戦が発生した。「済遠」は「吉野」を砲撃した後、追撃を振り切り威海に戻った。9月17日午前11時、黄海海戦が勃発し、戦況は熾烈となった。15時半頃、「済遠」艦長の方伯謙は、「艦の損傷が激しく、艦首が割れて浸水し、砲が使用できず、修理する必要がある」として、戦場を離れて旅順に帰還した。「広甲」艦長の呉敬栄も、同様に逃走した。「済遠」が撤退し、北洋艦隊の編隊が壊滅したことが、清の敗因の一つとなった。翌日早朝、方伯謙は「済遠」を率いて旅順に戻った。9月19日朝、方伯謙は、三山島で座礁した「広甲」を曳航するように命じられた。「広甲」の座礁が深刻で「済遠」で曳航することができなかったため、9月23日朝、「広甲」の乗員を連れて旅順に帰還した。
1894年9月24日早朝、北洋艦隊の将兵がまだ寝ている間に、清国政府は方伯謙を「臨陣脱逃罪」（敵前逃亡罪）により旅順の黄金山の麓で斬首刑に処した。40歳だった。これは冤罪だとみなされていた。1895年2月、日本の連合艦隊司令長官伊東祐亨が北洋艦隊の特使程璧光と会談したが、その際に「牙山の戦いでの方伯謙は海戦に精通していたが、なぜ殺したのか」と質問した。程は「上命でした」と答えた。